# Obščina
Obščina (rusky община, anglicky commune) byla tradiční společenská organizační forma typická pro předfeudální (rodové) a feudální (středověké) společnosti především ve východní Evropě, ale i mimo ni. Pro obščinu byl charakteristický kolektivní způsob hospodaření s půdou ve smyslu jejího užití a práce na ní. Kolektivní forma spolupráce a sdílení zaručovala rodovým i středověkým lidským skupinám lepší přežití a přístup ke zdrojům potravy. Systém obščiny byl v podstatě opozicí k soukromému vlastnictví. Nicméně samo slovo obščina je ruského původu a užívá se jako terminus technicus pro formu zemědělského hospodaření a společenské organizace ruského venkova fungující v podstatě i po zrušení nevolnictví v roce 1861 až do konce carského režimu v roce 1917.

## Obščina v carském Rusku
Pojem obščina není možné plně pochopit bez vysvětlení pojmu mir. Mir byl na prvním místě označením vesnice ve smyslu obce stmelené vědomím o nutné kolektivní kooperaci jejich členů. Z hlediska právního a administrativního představoval mir shromáždění všech členů obščiny (respektive vesnice) a ze svého středu si volil staršího: starostu. Členy obščiny nebyli většinou jednotlivci, ale rozvětvené rodiny, resp. hospodářství obvykle zastupované nejstarším mužem (hospodářem). Po roce 1861 se několik mirů administrativně členilo do volosti, která zahrnovala volené delegáty mirů. Obščina, resp. mir distribuoval společnou půdu a lesy mezi členy obščiny, dále měl na starosti platbu některých daní, po roce 1874 také vojenské odvody a konečně i trestání některých menších zločinů. Redistribuce půdy a lesů byla spíše nepravidelná než pravidelná. Obščina tak spolu s mirem představovaly formu rolnické samosprávy.
Především Stolypinovy agrární reformy z let 1906–1911, respektive 1917, se snažily o likvidaci obščiny a její privatizaci s cílem zavést do Ruska kapitalistickou formu zemědělské výroby, soukromé zemědělce a soukromé vlastnictví půdy, která by tak nebyla kontrolována a distribuována obščinou. Úspěch těchto reforem byl ale částečný a až bolševická revoluce (1917) ukončila existenci tradiční ruské obščiny.
Během 19. století byla obščina vnímána jako typicky ruský jev a stala se námětem filosoficko-politických diskusí mezi ruskými intelektuály. Především pro slavjanofily se obščina stala symbolem tradičního způsobu života ruské vesnice a ruského lidu. Obščina byla také vnímána politicky jako určitý výraz ruské lidové demokracie, založené ale spíše na pravoslavných hodnotách viděných v opozici k individualistickému Západu. V tomto kontextu užívali slavjanofilští filosofové Alexej Chomjakov nebo Ivan Vasiljevič Kirejevskij pojmu sobornosť (rusky соборность).